# Hanna Fardin
 (février 2025).
Si vous disposez d'ouvrages ou d'articles de référence ou si vous connaissez des sites web de qualité traitant du thème abordé ici, merci de compléter l'article en donnant les références utiles à sa vérifiabilité et en les liant à la section « Notes et références ».
 (août 2023).
La mise en forme du texte ne suit pas les recommandations de Wikipédia : il faut le « wikifier ».
Les points d'amélioration suivants sont les cas les plus fréquents. Le détail des points à revoir est peut-être précisé sur la page de discussion.
- Les titres sont pré-formatés par le logiciel. Ils ne sont ni en capitales, ni en gras.
- Le texte ne doit pas être écrit en capitales (les noms de famille non plus), ni en gras, ni en italique, ni en « petit »…
- Le gras n'est utilisé que pour surligner le titre de l'article dans l'introduction, une seule fois.
- L'italique est rarement utilisé : mots en langue étrangère, titres d'œuvres, noms de bateaux, etc.
- Les citations ne sont pas en italique mais en corps de texte normal. Elles sont entourées par des guillemets français : « et ».
- Les listes à puces sont à éviter, des paragraphes rédigés étant largement préférés. Les tableaux sont à réserver à la présentation de données structurées (résultats, etc.).
- Les appels de note de bas de page (petits chiffres en exposant, introduits par l'outil «  Source ») sont à placer entre la fin de phrase et le point final[comme ça].
- Les liens internes (vers d'autres articles de Wikipédia) sont à choisir avec parcimonie. Créez des liens vers des articles approfondissant le sujet. Les termes génériques sans rapport avec le sujet sont à éviter, ainsi que les répétitions de liens vers un même terme.
- Les liens externes sont à placer uniquement dans une section « Liens externes », à la fin de l'article. Ces liens sont à choisir avec parcimonie suivant les règles définies. Si un lien sert de source à l'article, son insertion dans le texte est à faire par les notes de bas de page.
- La présentation des références doit suivre les conventions bibliographiques. Il est recommandé d'utiliser les modèles {{Ouvrage}}, {{Chapitre}}, {{Article}}, {{Lien web}} et/ou {{Bibliographie}}. Le mode d'édition visuel peut mettre en forme automatiquement les références.
- Insérer une infobox (cadre d'informations à droite) n'est pas obligatoire pour parachever la mise en page.

Pour une aide détaillée, merci de consulter Aide:Wikification.
Si vous pensez que ces points ont été résolus, vous pouvez retirer ce bandeau et améliorer la mise en forme d'un autre article.
Pour les articles homonymes, voir Fardin.
Hanna Fardin, née le 18 mai 1992, est une réalisatrice, écrivaine et photographe iranienne, titulaire d'une maîtrise en études cinématographiques de l'Université de Soure . Elle possède une vaste expérience dans la réalisation de courts métrages, de publicités cinématographiques et dans la production de contenu visuel pour les marques. Elle est également membre de l’équipe organisatrice du Surah Short Film Festival (section internationale) et a accueilli d’éminentes personnalités du cinéma international. Elle est connue pour son approche créative dans la conception de campagnes publicitaires cinématographiques et de production médiatique sur les plateformes numériques.

## Éducation
Hanna Fardin est née le 18 mai 1992 et a grandi en Iran. Elle a étudié la réalisation cinématographique et a obtenu une licence en cinéma, avant de terminer ses études supérieures et d'obtenir une maîtrise en études cinématographiques de l'Université de Surat . Au cours de sa carrière universitaire, elle a participé à plusieurs projets cinématographiques et produit du contenu visuel pour un certain nombre de marques.

## Carrière
Hanna Fardin a commencé sa carrière dans la réalisation de courts métrages, en produisant et en réalisant huit courts métrages narratifs, ainsi que deux documentaires et du contenu promotionnel de marque . Elle a participé à plusieurs festivals de cinéma et a reçu des prix pour son travail axé sur les questions sociales et humanitaires, notamment en ce qui concerne la santé des enfants .
Son travail dans le cinéma et les festivals comprend :
- Membre de l'équipe organisatrice du Surah Short Film Festival (Section Internationale).
- Organisation de soirées cinéma en coopération avec les ambassades des Pays-Bas, de France, d'Allemagne et de Pologne .
- Accueil et traduction de personnalités internationales du cinéma, dont Andrzej Bednarek (professeur à la Lutz Film School en Pologne) et Angela Hart (membre du jury du Festival du film d'Oberhausen en Allemagne)[3],[4].

## Publicité et production médiatique
En plus de son travail dans le cinéma, Hanna Fardin a fondé un groupe publicitaire spécialisé dans la production de publicités cinématographiques créatives, qui se concentre sur :
- Concevoir des campagnes publicitaires en utilisant la narration cinématographique .
- Produire du contenu publicitaire et créatif pour les marques sur les plateformes numériques, notamment Instagram .
- Gérer les programmes de télé-réalité sur les médias sociaux.
- Offrir des ateliers spécialisés sur les stratégies publicitaires créatives, y compris l'atelier que j'ai organisé pour le groupe Rizeen .

## Prix et distinctions
Hanna Fardin a reçu de nombreux prix et distinctions dans le domaine du cinéma et de la publicité, notamment :
- Prix du Festival du court-métrage de Téhéran pour son long métrage.
- Prix du Festival régional du court métrage, avec un film axé sur la santé des enfants .

## Enseignement et ateliers
Hanna Fardin a également travaillé dans l'enseignement, enseignant :
- Scénarisation et réalisation à la Soura Academy .
- L'anglais dans le domaine de l'art et du cinéma.
- Animation d'ateliers en publicité cinématographique et marketing numérique.